# Vy Oanh
Nguyễn Thị Mỹ Oanh (sinh ngày 28 tháng 9 năm 1985), thường được biết đến với nghệ danh Vy Oanh, là một nữ ca sĩ, nhạc sĩ kiêm diễn viên người Việt Nam.

## Tiểu sử
Vy Oanh là con gái út sinh ra trong một gia đình nghèo tại vùng quê ở Phan Thiết, Bình Thuận. Ngay từ nhỏ, cô đã bộc lộ niềm đam mê ca hát với giọng ca khá ngọt ngào và trong trẻo. Vốn là người theo đạo, cô thường đánh piano kết hợp với hát thánh ca để phục vụ văn nghệ tại các nhà thờ và nhiều xã lân cận ở quê.
Sau khi tốt nghiệp cấp 3, Vy Oanh chính thức đặt chân lên Sài Gòn để tiếp tục việc học. Tại đây, cô đã được một phụ nữ giàu có nhận về nuôi cũng như tạo điều kiện cho sang nước ngoài để du học. Nhưng tại thời điểm đó thì cô lại đỗ vào trường Nhạc viện nên quyết định ở lại trong nước để học thanh nhạc tại Nhạc viện Thành phố Hồ Chí Minh. Hiện Oanh sống tại Thành phố Hồ Chí Minh cùng mẹ nuôi, Mẹ ruột và các anh chị của Oanh vẫn ở Phan Thiết. Năm 2018, mẹ ruột của Vy Oanh qua đời.

## Sự nghiệp
Nhân một lần theo bạn bè vào Superbowl, trong chương trình Hát với nhau, bỗng dưng bạn của Oanh nói với người quản lý mời Oanh lên sân khấu hát. Và đó đã là bước khởi đầu cho sự nghiệp của Vy Oanh năm 2008.
Vy Oanh là một ca sĩ chuyên dòng nhạc ballad với chất giọng ngọt ngào, trong veo. Vào thời điểm khi nhạc Việt trên nền tảng online bắt đầu thịnh hành, cô là một trong những ca sĩ rất chịu chơi khi chi nhiều tỷ đồng để đầu tư làm MV cho các bài hát của mình. Với sự đầu tư công phu cả về chất lượng âm thanh, bài hát cũng như nội dung MV, nhiều bài hát của cô đã trở thành bản hit như: Để cho em khóc, Đồng Xanh, Em rất nhớ anh, Fly… 
Nhưng dù theo nghiệp này từ khá sớm nhưng phải đến năm 2012, khi cô phát hành album Fly thì tên tuổi mới thực sự được mọi người chú ý đến. Đặc biệt là 2 siêu hit Đồng xanh và Fly. Từ đó giúp cô được nhiều người biết đến hơn và nhận nhiều giải thưởng, đưa cô lên vị trí của một trong những nữ ca sĩ hàng đầu làng giải trí Việt lúc bấy giờ.
Không chỉ có tài ca hát, Vy Oanh còn bộc lộ khả năng sáng tác, làm MC và diễn viên. Vy Oanh là cô MC có giọng nói trong trẻo dẫn dắt các chương trình: Thay lời muốn nói, Những dòng sông hò hẹn, Cặp đôi hoàn hảo, Âm Vang Miền Đông, Cửa sổ âm nhạc… 

## Đời tư
Năm 2014, Vy Oanh kết hôn với Lê Thiện, một doanh nhân làm việc trong lĩnh vực xây dựng. Họ có với nhau ba người con.
Ngày 24 tháng 3 năm 2023, cô bị Công an Thành phố Hồ Chí Minh triệu tập sau khi ông Nguyễn Quang Tuấn (con của bà Nguyễn Phương Hằng) tố cáo cô lợi dụng các quyền tự do dân chủ xâm phạm quyền, lợi ích hợp pháp của cá nhân mẹ mình.

## Giải thưởng
- Làn sóng xanh cho gương mặt triển vọng nữ 2012
- Top 10 nhạc sĩ Làn sóng xanh 2010 (Em rất nhớ anh)[6]
- Bản ghi xuất sắc nhất tại Zing Music Awards 2012 (Đồng xanh)[7]
- Đề cử ở hạng mục nữ diễn viên điện ảnh – truyền hình giải Mai vàng 2010

## Quảng cáo
Với những thành công trong sự nghiệp ca hát, Vy Oanh đã trở thành gương mặt quảng cáo của nhiều thương hiệu như: Trà Dr.Thanh, Kem đánh răng Colgate, tủ lạnh Samsung, nước tương Chinsu, Trà xanh không độ không đường, hạt nêm Knorr, sữa Grow Alpha A+.

## Danh sách phim
| Năm  | Tựa phim                | Vai diễn    | Đạo diễn                      | Thể loại                  |
| ---- | ----------------------- | ----------- | ----------------------------- | ------------------------- |
| 2009 | Siêu mẫu xì trum        | Như Khánh   | Nguyễn Mạnh Hà                | Phim truyền hình (HTV9)   |
| 2010 | Thiên đường vắng em     | Thủy Tiên   | Đặng Thái Huyền               | Phim truyền hình (HTV7)   |
| 2010 | Cuộc chiến hoa hồng 2   | Phương Linh | Nguyễn Mạnh Hà                | Phim truyền hình (SCTV14) |
| 2010 | Bên em trọn đời 10      | Vy          | Lý Hải                        | Phim ca nhạc              |
| 2011 | Câu chuyện cuối mùa thu |             | Quốc Thành                    | Phim truyền hình (HTV7)   |
| 2017 | Vali tình yêu           | Nhi         | Lê Quang Thanh Tâm, Hoàng Bùi | Phim điện ảnh             |

## Danh sách đĩa nhạc

### Album/Single
| STT | Năm phát hành | Tên Albums/Single |
| --- | ------------- | --- |
| 1   | 2007          | Tình đùa - Trả giá (Album) 1. Thiên Đường Của Anh 2. Mùa Thu Ru Em 3. Cô Thắm Về Làng 4. Con Gái Khi Yêu 5. Chuyện Đóa Quỳnh Hương 6. Chẳng Còn Ý Nghĩa 7. Trả Giá 8. Tình Đùa 9. Quá Đủ 10. Gặp Lại Người Xưa (ft Nguyễn Phi Hùng) 11. Chán Anh Ghê-HipHop   |
| 2   | 2010          | Cho em một con đường (Album) 1. Cho em một con đường 2. Những điều nhỏ nhoi 3. Nhật ký của lá 4. Sẽ yêu người mãi 5. Tình yêu hồi sinh 6. Hạnh phúc mỉm cười 7. Khoảng cách hai tâm hồn 8. Hạnh phúc hai tầm tay 9. Mưa nhạt nhòa                             |
| 3   | 2011          | Có thật không anh (Single) 1. Có thật không anh 2. Hạnh phúc dịu dàng |
| 4   |               | Vy Oanh và mùa xuân - Remix (Album) 1. Mùa xuân xôn xao 2. Ngày xuân tái ngộ 3. Xuân đẹp làm sao 4. Bài ca xuân 5. Đón xuân 6. Xuân quê tôi 7. Xuân chiến khu 8. Xuân quê hương 9. Liên khúc: Gái xuân & Em đi chùa Hương                                     |
| 5   | 2011          | Có lẽ… Em rất nhớ anh (Album) 1. Em Rất Nhớ Anh 2. I Need 3. Có lẽ 4. Trăm Năm Không Quên (ft Quang Hà) 5. Ngày Không Anh 6. Như Vẫn Còn Yêu (ft Như Ý) 7. Ánh Trăng Vỡ Vy Oanh 8. Hạnh Phúc Thoáng Qua 9. Cho Em Một Con Đường 10. Mưa Nhạt Nhòa             |
|     |               | |
| 6   | 2011          | Em rất nhớ anh (Mini album) 1. Em rất nhớ anh 2. Hạnh phúc mỉm cười (Remix) 3. Trái tim lầm lỡ |
| 7   | 2012          | Chiếc áo sờn vai (Album) 1. Chiếc Áo Sờn Vai 2. Mẹ Hiền 3. Em Trong Mắt Tôi 4. Dẫu cô đơn ngàn năm |
| 8   | 2012          | Fly (Album) 1. Đồng Xanh 2. Fly 3. Ước Chi 4. Giao Mùa 5. Giấc Mơ Tình Yêu 6. Đồng Xanh (Beat) 7. Fly (Beat) |
| 9   | 2012          | Đêm Bình Yên (Single) 1. Đêm bình yên (ft Quang Hà) 2. Trăm năm không quên (ft Quang Hà) 3. Có thật không anh 4. Cơn mưa mùa đông 5. Hạnh phúc dịu dàng |
|     |               | |
| 10  | 2012          | Tình (Single) 1. Tình 2. Vì yêu 3. Em |
|     |               | |
| 11  | 2012          | Hương rừng (Single) |
| 12  | 2013          | Buông Tay (Single) 1. Buông Tay 2. Hương Rừng 3. Ánh Dương Ngày Mai (Nữ hoàng Cà Phê OST |
|     |               | |
| 13  | 2013          | Tiếng phong linh bên cửa sổ (Single) |
|     |               | |
| 14  | 2014          | Singapore (Single) 1. Sống như những đoá hoa 2. Cuộc đời con có mẹ 3. Cô ơi 4. Tiếng phong linh bên cửa sổ |
|     |               | |
| 15  | 2014          | Cuộc đời con có mẹ (Single) 1. Cuộc đời con có mẹ 2. Chiếc áo sờn vai |
|     |               | |
| 16  | 2016          | Hạnh phúc nơi nào (Single) 1. Ngày mai không có anh trên đời 2. Mưa trên biển vắng 3. Ngày mưa tuyết 4. Hạnh phúc nơi nào 5. Em vẫn không đổi thay 6. Những lời mê hoặc 7. Trái tim còn trinh 8. Ngày vui năm ấy 9. Quelque - Chỉ anh mà thôi 10. I guess     |
|     |               | |
| 17  | 2016          | Mẹ (Single) 1. Những điều mẹ chưa kể 2. Tặng mẹ |
|     |               | |
| 18  | 2017          | Xuân đẹp làm sao (Single) 1. Mùa xuân xôn xao 2. Ngày tết Việt Nam 3. Ngày xuân long phụng sum vầy 4. Ước nguyện đầu xuân 5. Xuân đẹp làm sao |
|     |               | |
| 19  | 2017          | Bến bờ cho con (Album) 1. Bến bờ cho con 2. Những điều mẹ chưa kể 3. Mẹ yêu con 4. Những ô cửa xanh 5. Chiếc áo sờn vai 6. Tình mẹ 7. Lòng mẹ 8. Quê hương |
|     |               | |
| 20  | 2017          | Về với cô đơn (Single) 1. Về với cô đơn 2. Về với cô đơn (Beat) |
|     |               | |
| 21  | 2017          | Để cho em khóc (Single) |
|     |               | |
| 22  | 2017          | Những điều mẹ chưa kể (Single) 1. Những điều mẹ chưa kể 2. Những điều mẹ chưa kể (Beat) |
|     |               | |
| 23  | 2018          | Mỗi đứa một khung trời (Single) 1. Mưa lệ 2. Mùa đông sắp đén trong thành phố 3. Một lần nào cho tôi gặp lại anh 4. Vũ nữ thân gầy 5. Bài không tên cuối |
|     |               | |
| 24  | 2018          | Thánh ca (Single) 1. Chuông chiều 2. Con nay trở về 3. Ave Maria 4. Tình yêu Thiên Chúa 5. Tâm tình hiến dâng 6. Dâng mẹ hoa lòng 7. Con nương tựa Chúa 8. Người ơi hãy nhớ 9. Chúa không lầm 10. Cầu cho cha mẹ 11. Chúng con cần đến Chúa 12. Con dâng Chúa |
|     |               | |
| 25  | 2018          | Nắm lấy tay em (Single) 1. Nắm lấy tay em 2. Ánh dương ngày mai 3. Nắm lấy tay em (Beat) |
|     |               | |
| 26  | 2019          | Gửi anh người bạn đời (Single) 1. Gửi anh người bạn đời 2. Con đường anh mơ 3. Để cho em khóc (New ver) 4. Về với cô đơn (New ver) |
|     |               | |
| 27  | 2019          | Thánh ca 2019 (Single) 1. Tình yêu thiên chúa 2. Chúa không lầm 3. Cao cung lên 4. Con dâng chúa 5. Chuông chiều |
| 28  | 2020          | Thánh ca hôn nhân (Single) 1. Duyên tình vợ chồng 2. Hạnh phúc giả vờ |
|     |               | |
|     |               | |
| 29  | 2020          | Mỗi đứa một phương trời (Album) 1. Mưa lệ 2. Đông sắp đến trong thành phố 3. Vũ nữ thân gầy 4. Một lần nào cho tôi gặp lại anh 5. Bài không tên cuối cùng |
|     |               | |
| 30  | 2021          | Vy Oanh's Noel (Single) 1. Hai mùa noel 2. Bài thánh ca buồn 3. Đêm noel 4. Con vẫn trông cậy chúa 5. Noel về 6. Màu xanh noel |
|     |               | |
| 31  | 2022          | Nhẹ nhàng - De La Légèreté (Album) 1. Tuyết rơi (Tombe La Neige) 2. Mặt trời (Soleil) 3. Lại gần hôn em (Viens M'embrasser) 4. Chiếc lá lìa cành (Les Feuilles Mortes) 5. Nghe mưa (En Écoutant La Pluie) 6. Nắng thuỷ tinh (Soleil Mercure)                  |

### MV/Đĩa nhạc
- Mưa nhạt nhòa (2009)
- Có lẽ (2011)
- Em rất nhớ anh (2011)
- Hương rừng (2012)
- Fly (2012)
- Buông tay (2013)
- Đồng xanh (2013)
- Trái tim còn trinh (2016)
- Để cho em khóc (2017)
- Yêu lại người hôm qua (2019)
- Đường tình chia hai (2019)
- Gửi anh người bạn đời (2019)
- Màu xanh noel (2021)
- Lỡ một lời thương (2022)

### Lyrics video/Audio
- Cứ bỏ mặc anh (với Nhật Tinh Anh)
- Lặng
- Mẹ yêu con
- Quelque
- Hạnh phúc nơi nào
- Những điều nhỏ nhoi
- Về với cô đơn
- Những ô cửa xanh
- Cho em một con đường
- Dẫu cô đơn ngàn năm
- Em rất nhớ anh
- Lòng mẹ
- Chiếc áo sờn vai
- Những điều mẹ chưa kể
- Bến bờ cho con
- Tình mẹ
- Mưa trên biển vắng
- Anh không đổi thay
- Đóa hồng nơi trái tim
- Những điều nhỏ nhoi
- Để cho em khóc
- Hạnh phúc giả vờ
- Yêu lại người hôm qua
- Quê hương
- Đường tình chia hai

### Nhạc phim (OST)
- Hoa sơn trà (OST Hoa sơn trà)
- Để cho em khóc (OST Vali tình yêu)
- Nắm lấy tay em (OST Chạm vào danh vọng)
- Ánh dương ngày mai (OST Nữ hoàng cà phê)
- Kiếp chung tình (OST Rồi 30 năm sau)

### Remix
- Một lần nào cho tôi gặp lại
- Để cho em khóc
- Baid thánh ca buồn
- Lỡ một lời thương
- Yêu lại người hôm qua

### Ca khúc từng thể hiện
- Tình
- Một lần nào cho tôi gặp lại em
- Những điều mẹ chưa kể
- Người tình mùa đông
- Chờ một tiếng yêu
- Thành phố hoa phượng đỏ
- Mưa trên biển vắng
- Hương thầm
- Chiều lên bản thượng
- Hai mươi năm tình cũ
- Mùa đông năm ấy
- Đêm noel
- Khúc giao mùa
- Ngày xuân tái ngộ
- Bài ca xuân
- Xuân chiến khu
- Xuân quê hương
- Để gió cuốn đi
- Mùa xuân xôn xao
- Mộng lành (cùng ca sĩ Phi Hùng)
- Quê hương ba miền
- Cao cung lên
- Tuổi mộng mơ
- Hoa sơn trà
- Điệu xòe thương nhau
- Cho con niềm vui gia đình
- Mưa trên biển vắng
- Bức họa đồng quê
- Thu ca
- Con vẫn trông cậy chúa
- Hai mùa giáng sinh
- Ngày xưa hoàng thị
- Bài Tango xa rồi
- Bức họa đồng quê

## Chương trình truyền hình
| Năm        | Chương trình             | Vai trò   |
| ---------- | ------------------------ | --------- |
| 2010       | Thăm nhà người nổi tiếng | Khách mời |
| 2011       | Âm vang miền Đông        | MC        |
| 2012       | Thay lời muốn nói        | MC        |
| 2012       | Những dòng sông hò hẹn   | MC        |
| 2013       | Cặp đôi hoàn hảo         | MC        |
| 2013       | Thăm nhà người nổi tiếng | Khách mời |
| 2013       | Nhịp cầu âm nhạc         | MC        |
| 2014       | Gương mặt thân quen      | Thí sinh  |
| 2016       | Kỳ phùng địch thủ        | Ca sĩ     |
| 2016       | Con đã lớn khôn          | Khách mời |
| 2016       | Người đẹp công sở        | Giám khảo |
| 2016       | Bạn có thực tài          | Giám khảo |
| 2016       | Siêu mẫu nhí             | Giám khảo |
| 2017, 2018 | Câu chuyện âm nhạc       | Ca sĩ     |
| 2018       | Âm nhạc & Bước nhảy      | Ca sĩ     |
| 2018       | Con nhà người ta         | Giám khảo |
| 2019       | Ký ức vui vẻ             | Giám khảo |
| 2019       | Bước chân hai thế hệ     | Ca sĩ     |
| 2021       | Chinh phục thần tượng    | Giám khảo |
| 2021       | Chuyện cuối tuần         | Khách mời |
| 2022       | Đời nghệ sỹ              | Khách mời |